# Lycosa goliathus
Lycosa goliathus är en spindelart som beskrevs av Pocock 1901. Lycosa goliathus ingår i släktet Lycosa och familjen vargspindlar. Inga underarter finns listade i Catalogue of Life.